# Apocalyptic Raids
Apocalyptic Raids – pierwszy i ostatni oficjalny materiał grupy Hellhammer, nagrany i wydany w 1984 roku przez niemiecką Noise Records. Wznowienie płyty powstało w postaci albumu Apocalyptic Raids (różne wydania posiadały różne okładki: amerykańskie - białą, niemieckie - pomarańczową)

## Lista utworów
1. "Third of the Storms (Evoked Damnation)" – 2:55
2. "Massacra" – 2:49
3. "Triumph of Death" – 9:30
4. "Horus/Aggressor" – 4:27

### Apocalyptic Raids 1990 A.D.
Reedycja Apocalyptic Raids 1990 A.D. zawiera dwa dodatkowe utwory z kompilacji Death Metal:
5. "Revelations of Doom" – 2:49
6. "Messiah" – 4:33

## Twórcy
- Thomas Gabriel Fischer - śpiew, gitary
- Martin Eric Ain - gitara basowa
- Bruce Day - perkusja

## Wydania

### Noise Records
- Pierwsza edycja jako MLP zrealizowana w ilości 1200 kopii, zawierała teksty na kopercie. Logo na okładce jest czerwone.
- Druga edycja ma różowe logo zespołu i czarne logo wydawcy. Data wydania pierwszego tłoczenia: 7 marca 1984.
- Trzecia edycja ma ciemnoróżowe logo zespołu i czarne logo wydawcy.
- Czwarta edycja ma różowe logo wydawcy i srebrne logo wydawcy.
- Piąta edycja ma różowe logo zespołu, srebrne logo wydawcy i kopertę otwieraną zwyczajnie z prawej strony, w przeciwieństwie do poprzednich edycji, których "otwarcie" znajdowało się na górze koperty (względem obrazka na okładce).

### Metal Blade Records, 1984
- Okładka otwierana z prawej strony.